# Screaming Lord Sutch
Screaming Lord Sutch, pseudonimo di David Edward Sutch (Hampstead, 10 novembre 1940 – Londra, 16 giugno 1999), è stato un musicista e politico britannico.

## Biografia

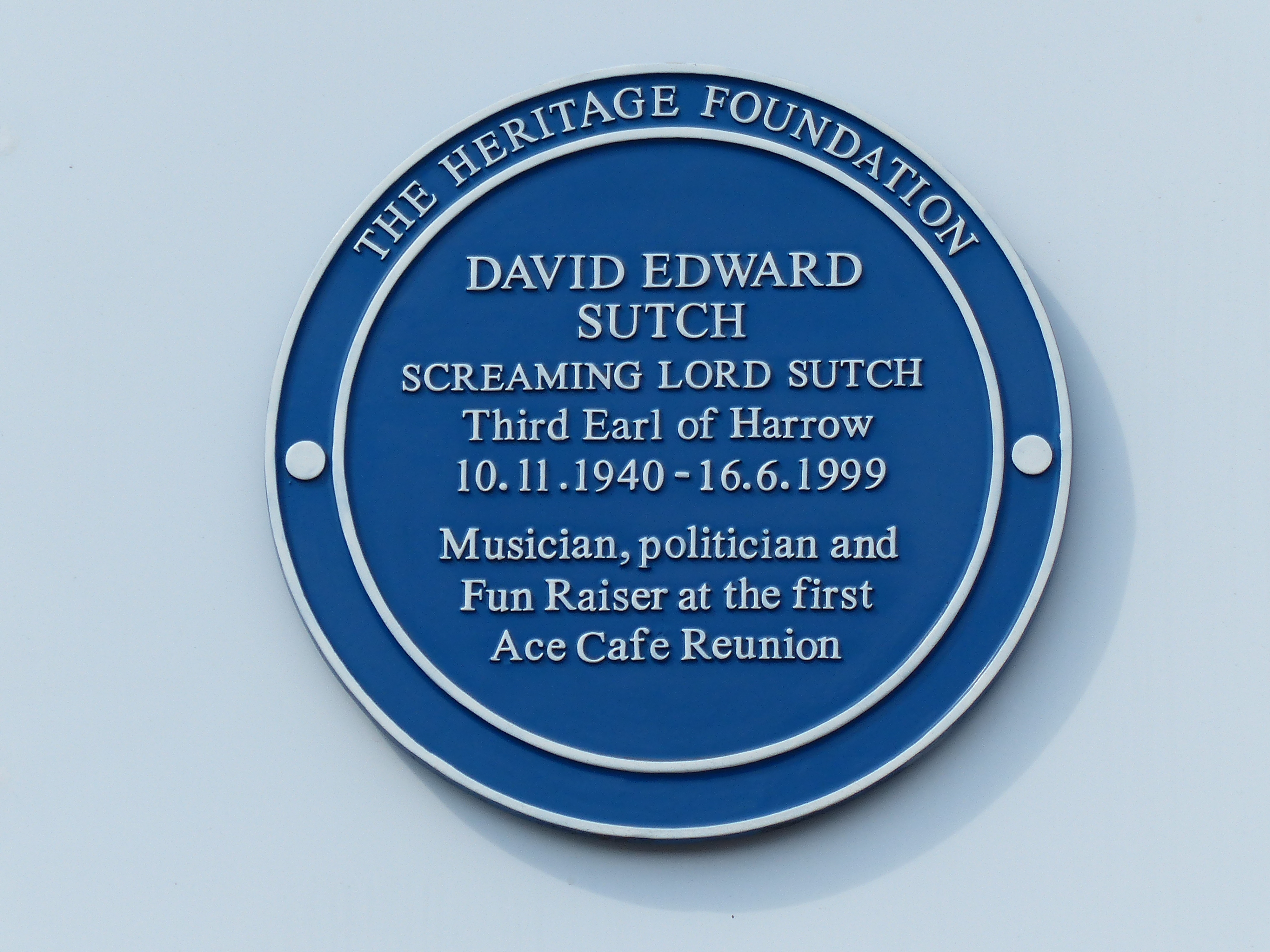
Insegna dedicata a Screaming Lord Sutch

David Edward Sutch nacque nel quartiere londinese di Hampstead il 10 novembre 1940 (secondo altre fonti nel 1942). Dopo aver formato nel 1958 i Savages, nel cui organico entreranno a far parte oltre duecento musicisti come Nicky Hopkins, Ritchie Blackmore, Matthew Fisher, e Danny McCulloch, Sutch pubblicò diversi singoli solisti prodotti da Joe Meek durante i primi anni sessanta adottando il nome "Screaming Lord Sutch" (un omaggio a Screamin' Jay Hawkins), e fece parlare di sé grazie ai suoi stravaganti concerti durante i quali indossava abiti ispirati al mondo dell'orrore. Nel 1963, Sutch si candidò alle elezioni per il parlamento inglese di Stratford in qualità di leader del National Teenage Party, partito goliardico che ottenne soltanto 209 voti. Durante l'anno seguente, l'artista fondò l'emittente pirata Radio Sutch, situata sull'estuario del Tamigi (che verrà poi venduta e diventerà Radio City). Nel 1966 si ripresentò alle elezioni e sfidò in dibattito Harold Wilson. La stampa e la critica non apprezzano la musica del rocker britannico: nel 1970 egli pubblicò Lord Sutch and Heavy Friends, che, nonostante la presenza di celebri musicisti come Jeff Beck e Jimmy Page, viene considerato da Colin Larkin il peggior album in assoluto. Durante la fine degli anni settanta, Sutch riformò i Savages e si sposò. Nel 1983 fondò un nuovo partito politico nato sulla falsariga del precedente National Teenage Party che prende il nome di Official Monster Raving Loony Party. Nel 1991 venne pubblicata la sua autobiografia. Otto anni dopo l'artista prese parte a uno spot della Coco Pops. Dopo una lunga battaglia contro la depressione, Sutch si tolse la vita impiccandosi il 16 giugno del 1999.

## Opere
- Life as Sutch: The Official Autobiography of a Raving Loony, 1991

## Discografia parziale

### Da solista

#### Album in studio
- 1972 – Hands of Jack the Ripper (come Lord Sutch and Heavy Friends)
- 1980 – Alive and Well
- 1982 – Rock & Horror

#### Singoli ed extended play
- 1961 – Good Golly Miss Molly
- 1963 – I'm a Hog For You
- 1963 – Jack the Ripper
- 1964 – She's Fallen in Love with the Monster Man
- 1964 – Dracula's Daughter
- 1965 – The Train Kept a' Rollin'
- 1966 – The Cheat

### Nei gruppi

#### Album in studio
- 1970 – Lord Sutch and Heavy Friends
- 1971 – Hands of Jack the Ripper